# Мелитопольская опытная станция садоводства имени М. Ф. Сидоренко
Мелитопольская опытная станция садоводства имени М. Ф. Сидоренко ИС НААН (укр. Мелітопольська дослідна станція садівництва імені М. Ф. Сидоренка ІС НААН; прежние названия: Мелитопольский опорный пункт Млиевской опытной станции садоводства, Институт орошаемого садоводства имени М. Ф. Сидоренко НААН) — научное учреждение в составе Института садоводства НААН, специализирующееся на селекции и технологиях выращивания плодовых культур в условиях Южной Степи Украины.

## История
Организация садоводства на Мелитопольщине связано с именем предпринимателя-садовода А. Л. Филибера, который в 1826 году посадил в своем поместье в селе Атманай (ныне Мелитопольский район) несколько сотен деревьев наиболее известных американских сортов черешни, а также с именем земского врача А. В. Корвацкого, который позднее, в конце XIX — начале XX века, занимался акклиматизацией в Мелитополе сортов яблони, груши, абрикоса, персика, сливы, черешни и вишни иностранного происхождения.
В 1928 году был создан Мелитопольский опорный пункт Млиевской опытной станции садоводства. В 1930 году опорный пункт преобразован в Мелитопольскую зональную научно-исследовательскую станцию плодоягодного производства (позднее - опытная станция садоводства).
С 1933 года селекционером М. Т. Оратовским начата работа по выведению сортов черешни. За период до 1965 года создано 12 сортов, в том числе Скороспелка, Валерий Чкалов, Приусадебная, Мелитопольская ранняя, Рубиновая ранняя, Днепровка. С тех пор селекция черешни является одним из основных направлений научной деятельности опытной станции, а Мелитополь называет себя «Черешневой столицей Украины». После войны работа М.Т. Оратовского по селекции черешни продолжена доктором сельскохозяйственных наук Н. И. Туровцевым.
М. Ф. Сидоренко, возглавляющий опытную станцию на протяжении 42 лет, специализировался на селекции персика. Он был автором и соавтором 30 новых сортов, в том числе Золотистый, Мелитопольский ясный, Мрия. С 1947 года на базе садстанции начала функционировать одногодичная школа садоводов, которую окончили более 5 тысяч учащихся. Директором школы почти 30 лет также был М. Ф. Сидоренко.
В 1972 году Мелитопольская опытная станция садоводства преобразована в Украинский научно-исследовательский институт орошаемого садоводства. В советские годы сорта селекции института неоднократно представлялись на международных выставках в Эрфурте (Германия). Золотыми медалями награждены сорта черешни Приусадебная и Июньская ранняя (1961), сорта персика Августовский (1974) и Новость Степи (1977).

## Инфраструктура

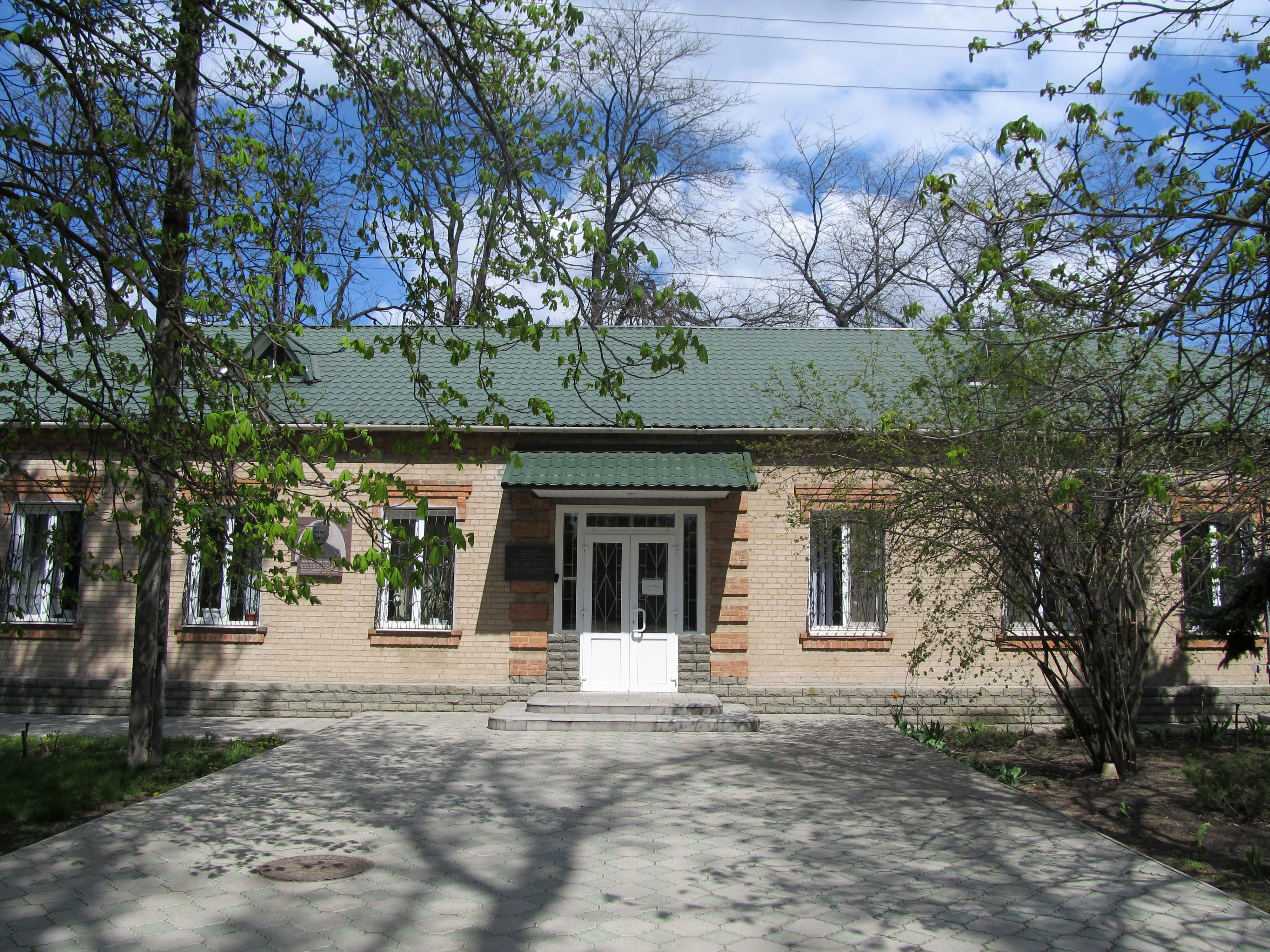
Один из корпусов станции

Опытная станция расположена на углу проспекта Богдана Хмельницкого и улицы Вакуленчука. Главный корпус  — трёхэтажный, рядом находится несколько одноэтажных корпусов. Вокруг станции разбит большой сквер. К западу от станции находятся сады. Территория по улице Вакуленчука, ранее также принадлежавшая станции, в настоящее время застроена частными домами. На территории станции работает музей, отдельный зал которого посвящён М. Ф. Сидоренко.
Основной базой для проведения научно-исследовательских работ, апробации полученных результатов и дальнейшего их экспериментального освоения является опытное хозяйство «Мелитопольское», где ежегодно производится 3,5-4 тыс. тонн плодов (в том числе около 1,0 тыс. тонн черешни) и выращивается 180-200 тыс. саженцев семечковых и косточковых культур, в том числе новых сортов селекции опытной станции.

### Памятники на территории станции
- Памятник И. В. Мичурину установлен во дворе станции в 1949 году. Памятник представляет собой 3-метровую скульптуру работы Н. Соболя[9] (из Запорожских художественно-производственных мастерских), изготовленную из железобетона и окованную медью[10].
- Памятник сотрудникам института, погибшим в годы Великой Отечественной войны.
- Мемориальная доска в честь М. Ф. Сидоренко, установленная в 1993 году[11].
- Мемориальная доска в честь И. И. Мамаева, установленная в 2003 году.

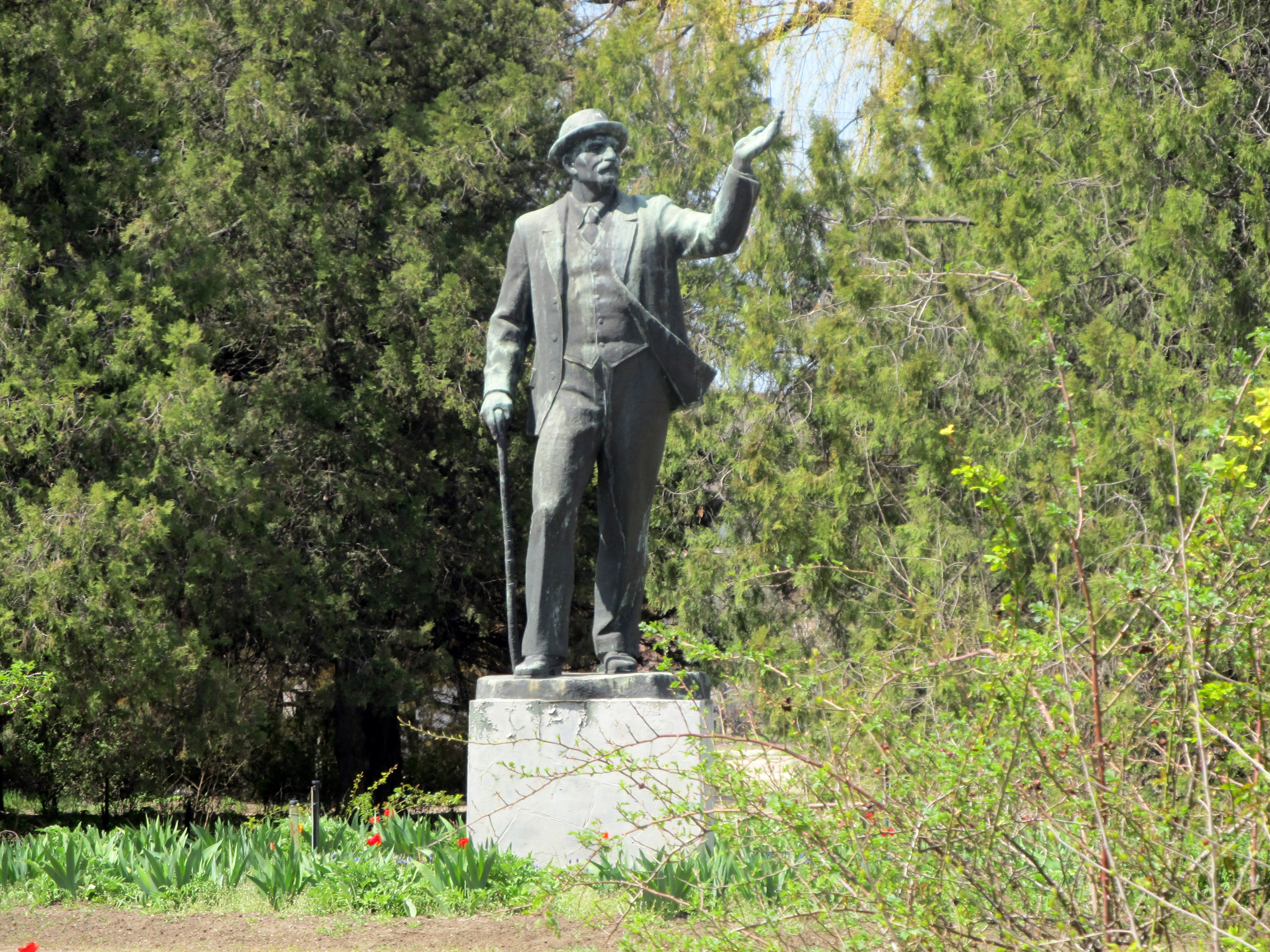
Памятник Мичурину
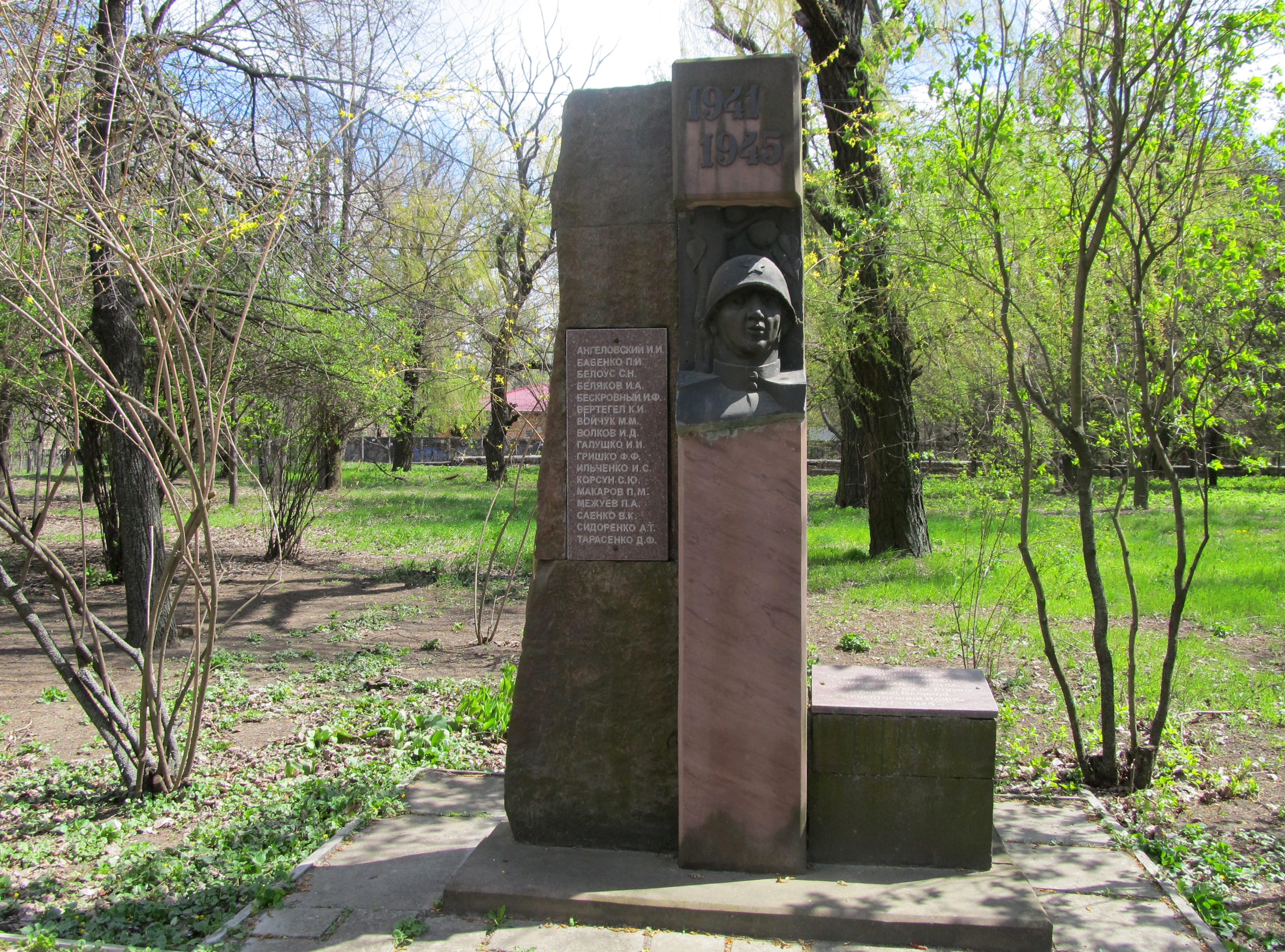
Памятник сотрудникам института, погибшим в Великой Отечественной войне
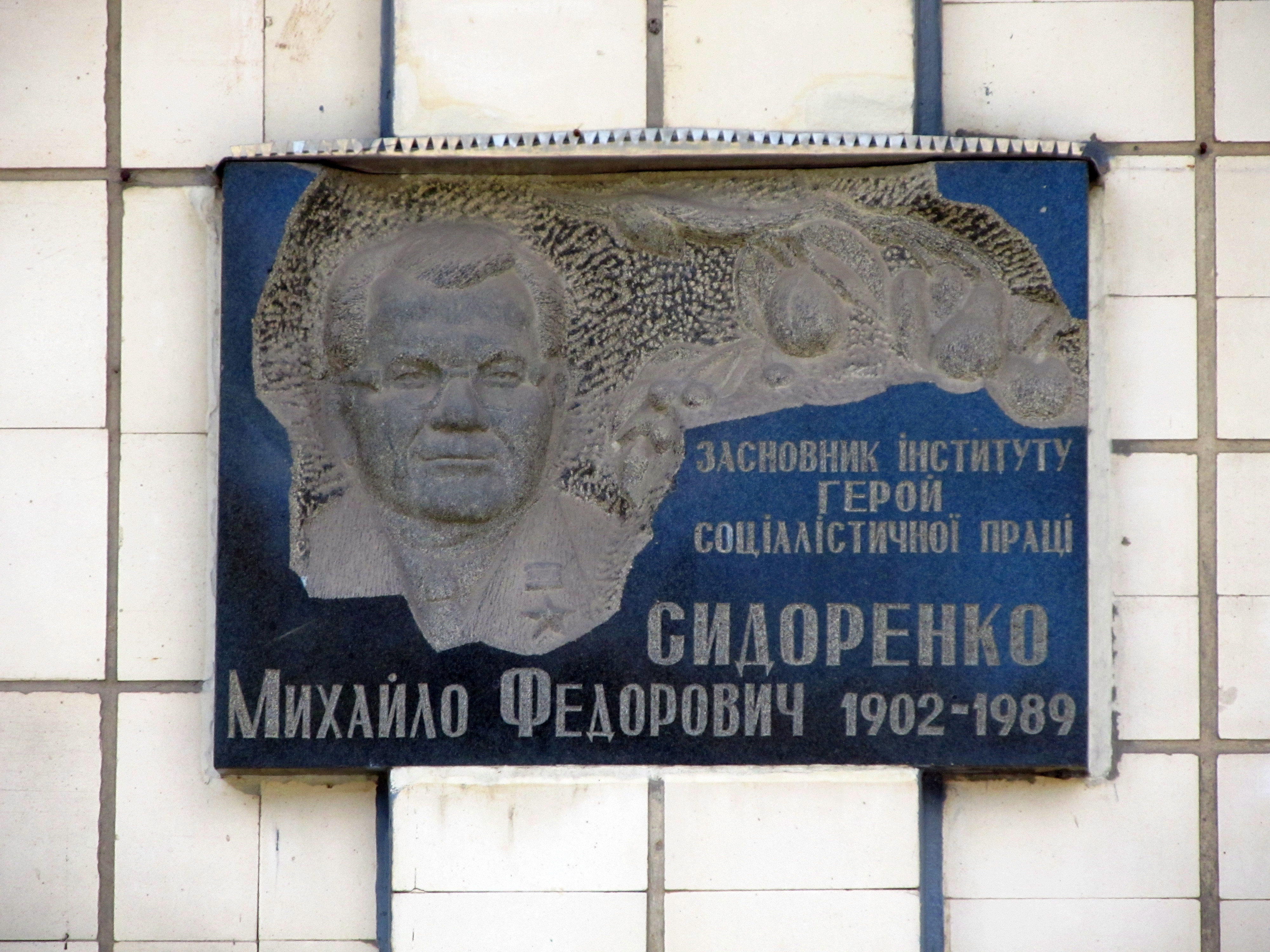
Мемориальная доска в честь М. Ф. Сидоренко
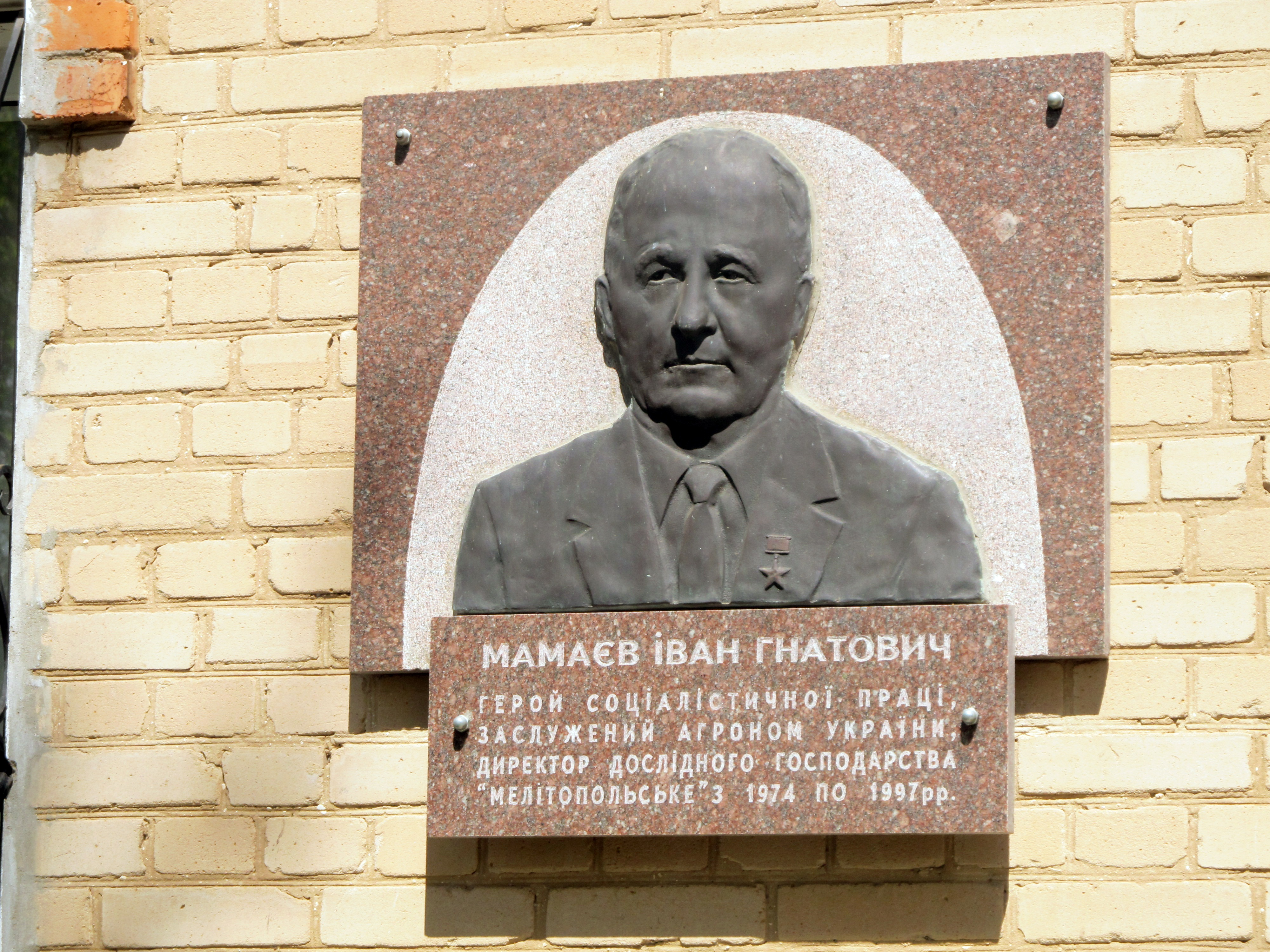
Мемориальная доска в честь И. И. Мамаева
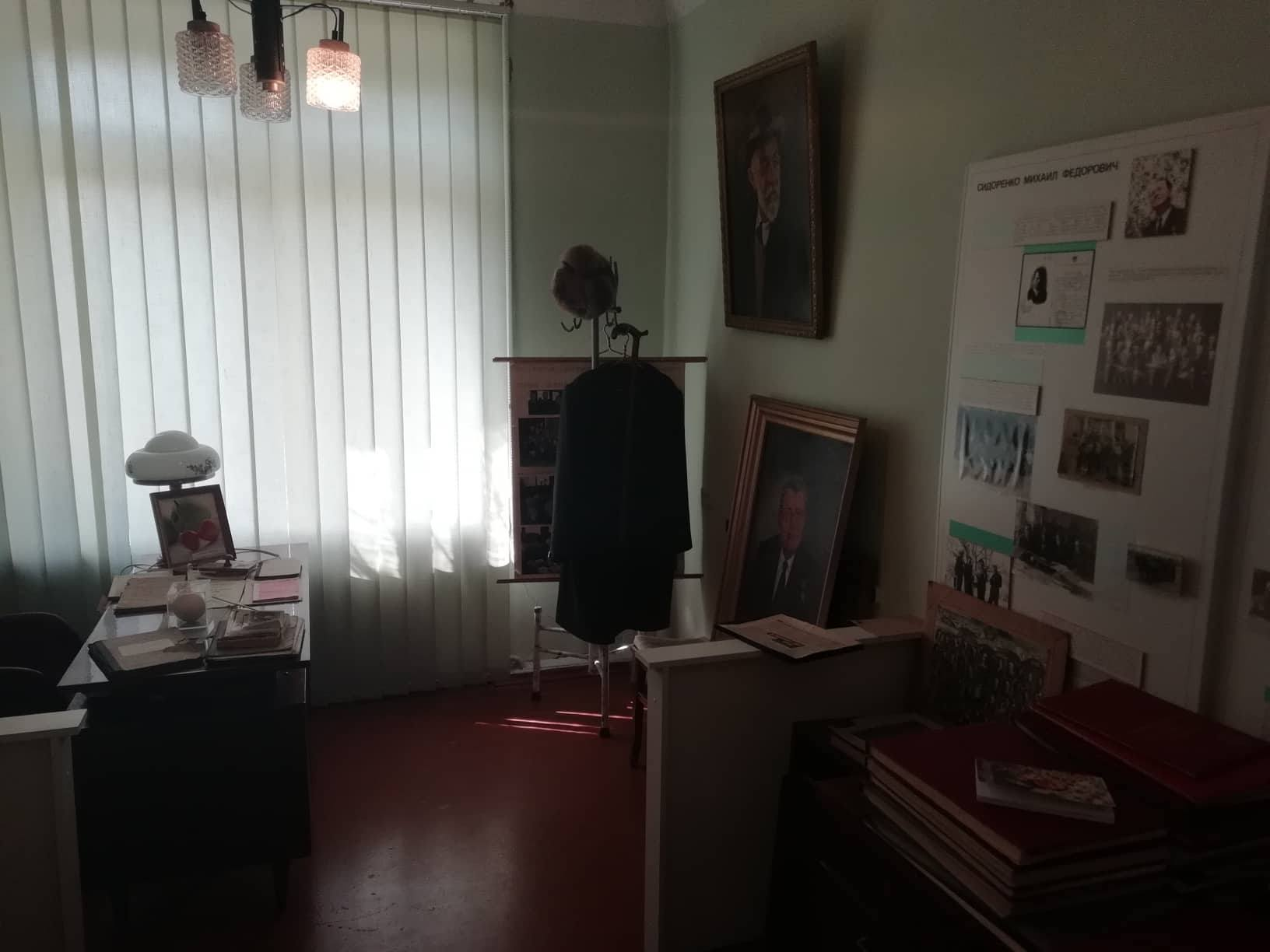
Кабинет Сидоренко

## Научная и хозяйственная деятельность
Основными направлениями деятельности опытной станции являются селекция,интродукция  и сортоизучение;совершенствование технологий выращивания высококачественного посадочного материала плодовых культур и технологий производства плодов, адаптированных к почвенно-климатическим условиям региона; агрохимические исследования в садовых агроценозах; разработка и внедрение экологически безопасных систем удобрения и защиты садов от вредителей и болезней; совершенствование технологий полива;обоснование экономических процессов, определение перспективных направлений конкурентоспособного развития отрасли на инновационной основе. За период существования станции было выведено более 250 и районировано 93 сорта плодовых культур.
Кроме научной деятельности, опытная станция занимается распространением собственных научных разработок, в том числе новых сортов плодовых культур, на основе заключения лицензионных и других договоров, оказывает консалтинговые услуги по вопросам освоения сортов и передовых технологий садоводства и питомниководства, а также осуществляет производство плодов и выращивание посадочного и черенкового материала плодовых культур.

## Известные сотрудники
- Сидоренко Михаил Фёдорович (1902—1989) — основатель института, Герой Социалистического Труда (1971), заслуженный деятель науки УССР (1969), заслуженный агроном УССР (1962)[13].
- Оратовский Михаил Тимофеевич (1905—1966) — выдающийся селекционер косточковых культур,  лауреат Государственной премии Украины (1992, посмертно)[14].
- Мамаев Иван Игнатьевич (1923—1997) — директор опытного хозяйства «Мелитопольское» Института орошаемого садоводства (1974—1997), Герой Социалистического Труда (1990), заслуженный работник сельского хозяйства УССР, лауреат Государственной премии Украины в области науки и техники (1992)[15].
- Сенин Виктор Иванович (1923-2015) — доктор сельскохозяйственных наук, директор института (1974-1988), лауреат премии им. Л. П. Симиренко (1994, в соавторстве), заслуженный работник сельского хозяйства Украины (2003)[16].
- Туровцев Николай Иванович (род. 1929) — доктор сельскохозяйственных наук, выдающийся селекционер черешни, заслуженный деятель науки и техники Украины (2003), лауреат Государственной премии Украины в области науки и техники (1992)[17].
- Клочко Пётр Владимирович (1932-2009) — заместитель директора института по науке (1974-1987), лауреат премии им. Л. П. Симиренко (1994, в соавторстве)[18].
- Рульев Виталий Андреевич (1945-2010) — доктор экономических наук, директор института (2002-2008), лауреат премии УААН «За выдающиеся достижения в аграрной науке» (2008)[19].